# آگاثوکلیا
آگاثوکلیا (انگلیسی: Agathoclea؛ ‏یونانی: Ἀγαθόκλεια) نجیب‌زادهٔ اهل مصر باستان بود. وی معشوقه مورد علاقهٔ فرعون یونانی-مصری بطلمیوس چهارم فیلوپاتور بود که مابین سال‌های ۲۲۱ تا ۲۰۵ پیش از میلاد سلطنت کرد. او خواهر آگاثوکلیس وزیر بطلمیوس چهارم بود.
آگاثوکلیا یک نجیب‌زاده مصری بود. او یکی از دختران اینانثی مصری بود. در مورد نام پدرش اطمینان کامل وجود ندارد. پولیبیوس بیان می‌کند که آگاثوکلیا خویشاوندانی داشت که به سلسله بطلمیوسی خدمت می‌کردند: نیکون یک فرمانده یا کاپیتان ناوگان در زمان بطلمیوس چهارم و فیلامون که توسط برادرش به عنوان فرماندار کورنا منصوب شد.
آگاثوکلیا ممکن است صاحب یک قایق غلات بوده باشد. آگاثوکلیا و برادرش که هر دو نفوذ تقریباً نامحدودی بر فرعون داشتند، توسط مادر جاه‌طلب خود به او معرفی شدند. پولیبیوس (۱۵٫۳۱٫۱۳)، بیان می‌کند که آگاثوکلیا مدعی شد که بخ پسر بطلمیوس چهارم شیر داده است. با وجود ازدواج بطلمیوس چهارم با خواهرش آرسینوئه سوم در سال ۲۲۰ قبل از میلاد، آگاثوکلیا همچنان مورد علاقه او بود. در اواخر ق. ۲۱۰ قبل از میلاد، آگاثوکلیا ممکن است از رابطه خود با بطلمیوس چهارم پسری به دنیا آورد که احتمالاً اندکی پس از تولد او مرده است و همچنین گفته شده است که بطلمیوس پنجم در واقع از آگاثوکلیا متولد شده است.
پس از مرگ بطلمیوس چهارم در سال ۲۰۵، آگاثوکلیا و دوستانش این رویداد را مخفی نگه داشتند تا فرصتی برای غارت خزانه سلطنتی داشته باشند. آنها همچنین با سوسیبیوس توطئه‌ای ترتیب دادند تا آگاثوکلیس را بر تخت سلطنت بنشانند یا حداقل او را نایب السلطنه بطلمیوس پنجم کنند. آنها با حمایت سوسیبیوس، آرسینوئه سوم را به قتل رساندند. آگاثوکلیس سپس به عنوان نگهبان پادشاه جوان بطلمیوس پنجم خدمت کرد.
در سال ۲۰۳/۲۰۲ پیش از میلاد، مصریان و یونانیان اسکندریه که از ظلم  آگاثوکلیس خشمگین شده بودند، علیه او قیام کردند و فرماندار نظامی تله‌پلموس خود رهبری این معترضان را به عهده گرفت. آنها شبانه کاخ را محاصره کردند و به زور وارد کاخ شدند. آگاثوکلیس و خواهرش التماس دعا کردند، اما بیهوده بود. آگاثوکلیس توسط دوستانش کشته شد تا از بروز واقعه‌ای بی‌رحمانه‌تر جلوگیری کند. آگاثوکلیا با خواهرانش و اینانثی که به معبدی پناه برده بودند، بیرون کشیده شدند و در حالت برهنگی کامل در معرض خشم جمعیت قرار گرفتند که به معنای واقعی کلمه اعضای بدن آن‌ها را جدا و تکه‌تکه کردند. تمام همدستان آنها و کسانی که در قتل آرسینوئه سوم سهمی داشتند نیز به همین ترتیب به قتل رسیدند.
زن دیگری با نام «آگاثوکلیا» هم در آن دوران وجود داشت که دختر مردی به نام آریستومنس بود که در اصل یک آکارنانی بود و در مصر به قدرت فراوانی رسید.